# Mitsubishi Heavy Industries Football Club 1973
Questa voce raccoglie le informazioni riguardanti il Mitsubishi Heavy Industries nelle competizioni ufficiali della stagione 1973.

## Stagione
Dopo un avvio difficoltoso (sconfitta con il Furukawa Electric alla prima giornata di campionato), il Mitsubishi Heavy Industries ottenne una striscia di 14 risultati utili consecutivi che lo proietteranno verso la conquista anticipata del secondo titolo nazionale, avvenuta grazie a un pari nello scontro diretto con lo Yanmar Diesel in programma il 16 novembre. In chiusura di stagione la squadra disputò la Coppa dell'Imperatore dove, dopo aver estromesso ai rigori gli allievi dell'università Hosei, eliminò due delle squadre di punta del torneo come il Nippon Steel e lo Yanmar Diesel, giungendo alla finale con l'Hitachi, detentore del torneo e classificatosi secondo in campionato. Vincendo per 2-1, il Mitsubishi Heavy Industries otterrà per la seconda volta nella sua storia l'accoppiata campionato-coppa nazionale.

## Maglie e sponsor
Vengono confermate le divise di colore blu, assieme alle alternative con maglia bianca.
| Manica sinistra · Maglietta · Manica destra · Pantaloncini · Calzettoni | Manica sinistra · Maglietta · Manica destra · Pantaloncini · Calzettoni |  |

## Rosa
| N. |                     | Ruolo | Calciatore          |
| -- | ------------------- | ----- | ------------------- |
|    | Giappone (bandiera) | P     | Mitsuhisa Taguchi   |
|    | Giappone (bandiera) | P     | Kenzō Yokoyama      |
|    | Giappone (bandiera) | D     | Kuniya Daini        |
|    | Giappone (bandiera) | D     | Yoshio Kikugawa     |
|    | Giappone (bandiera) | D     | Takao Hirano        |
|    | Giappone (bandiera) | D     | Katsumi Murakoshi   |
|    | Giappone (bandiera) | D     | Tadao Ōnishi        |
|    | Giappone (bandiera) | D     | Hisao Suzuki        |
|    | Giappone (bandiera) | C     | Michio Ashikaga     |
|    | Giappone (bandiera) | C     | Masatoshi Matsunaga |

| N. |                     | Ruolo | Calciatore          |
| -- | ------------------- | ----- | ------------------- |
|    | Giappone (bandiera) | C     | Hiroshi Ochiai      |
|    | Giappone (bandiera) | C     | Kenji Okubo         |
|    | Giappone (bandiera) | C     | Eiichi Otani        |
|    | Giappone (bandiera) | C     | Takaji Mori         |
|    | Giappone (bandiera) | C     | Kazumi Takada       |
|    | Giappone (bandiera) | A     | Ryūichi Sugiyama    |
|    | Giappone (bandiera) | A     | Ichirō Hosotani     |
|    | Giappone (bandiera) | A     | Hisao Sekiguchi     |
|    | Giappone (bandiera) | A     | Yoshikazu Nakanishi |
|    | Giappone (bandiera) | A     | Yoshitaka Takahashi |

## Statistiche

### Statistiche di squadra
| Competizione          | Punti | Totale | Totale | Totale | Totale | Totale | Totale | DR  |
| Competizione          | Punti | G      | V      | N      | P      | Gf     | Gs     | DR  |
| --------------------- | ----- | ------ | ------ | ------ | ------ | ------ | ------ | --- |
| Japan Soccer League   | 30    | 18     | 14     | 2      | 2      | 35     | 12     | +23 |
| Coppa dell'Imperatore | -     | 4      | 3      | 1      | 0      | 6      | 2      | +4  |
| Totale                |       | 22     | 17     | 3      | 2      | 41     | 14     | +27 |

### Statistiche dei giocatori
| Giocatore   | JSL Division 1 | JSL Division 1 | Coppa dell'Imperatore | Coppa dell'Imperatore | Totale   | Totale |
| Giocatore   | Presenze       | Reti           | Presenze              | Reti                  | Presenze | Reti   |
| ----------- | -------------- | -------------- | --------------------- | --------------------- | -------- | ------ |
| M. Ashikaga | 18             | 8              | 1+                    | ?                     | 19+      | 8+     |
| K. Daini    | 18             | 0              | 1+                    | ?                     | 19+      | 0+     |
| I. Hosotani | 14             | 4              | 1+                    | ?                     | 15+      | 4+     |
| Y. Kikugawa | 18             | 0              | 1+                    | ?                     | 19+      | 0+     |
| T. Mori     | 18             | 1              | ?                     | ?                     | 18+      | 1+     |
| Murakoshi   | ?              | ?              | 1+                    | ?                     | 1+       | ?      |
| H. Ochiai   | 18             | 2              | 1+                    | ?                     | 19+      | 2+     |
| K. Okubo    | ?              | 8              | 1+                    | ?                     | 1+       | 8+     |
| T. Onishi   | 6              | 0              | ?                     | ?                     | 6+       | 0+     |
| Otani       | ?              | ?              | 1+                    | ?                     | 1+       | ?      |
| R. Sugiyama | 18             | 6              | 1+                    | ?                     | 19+      | 6+     |
| M. Taguchi  | 1              | 0              | 1+                    | -1+                   | 2+       | -1+    |
| K. Takada   | 18             | 4              | 1+                    | ?                     | 19+      | 4+     |
| K. Yokoyama | 18             | 0              | ?                     | ?                     | 18+      | 0+     |